# Bryan Bracey
Bryan Patrick Bracey (Chicago, 5 agosto 1978) è un ex cestista statunitense naturalizzato irlandese, professionista nella NBDL e in Europa.

## Carriera
È stato selezionato dai San Antonio Spurs al secondo giro del Draft NBA 2001 (58ª scelta assoluta).

## Palmarès
- All-USBL Second Team (2004)